# Henry Martin
Henry Martin (n. 25 de julio de 1965, San Juan de la Frontera, Provincia de San Juan) es un piloto argentino de automovilismo de velocidad. Compitió a nivel nacional y continental, destacándose principalmente en TC 2000.
Inició su carrera deportiva en kartings en 1978, obteniendo importantes títulos. Su debut en el automovilismo tuvo lugar en monoplazas, compitiendo sucesivamente en la Fórmula Cuyana y la Fórmula Renault Argentina. Debutó en el TC 2000 en 1990, llegando a proclamarse campeón en 1997, mientras que en 1992 tuvo sus primeras experiencias al comando de un Turismo Carretera.

## Biografía
Nacido en la Provincia de San Juan, Henry Martin inició su carrera deportiva a los 12 años, compitiendo en diferentes categorías zonales de karting, obteniendo importantes reconocimientos, entre ellos un campeonato de categoría Seniors, un subcampeonato panamericano y un subcampeonato sudamericano. Su época de kartista se desarrolló entre 1978 y 1982, aunque retornaría a esta actividad varios años más tarde, en 2012, compitiendo en el Masters DD2 de la Rotax Max Challenge contra rivales de diferentes países, entre ellos el expiloto de Fórmula 1, Mika Salo.
Tras su primer paso por el karting, dio inicio a su carrera como automovilista en 1985, cuando tuvo la posibilidad de debutar al comando de un Fórmula Renault regional, el cual le terminaría abriendo las puertas a su carrera a nivel nacional. Al año siguiente, en 1986, se produjo su debut en la Fórmula Renault Argentina, categoría en la que compitiera en los siguientes seis años, hasta 1992. Durante este período, Martin también tendría sus primeras experiencias a bordo de automóviles de turismo, al debutar en 1990 en el TC 2000 al comando de un Renault Fuego, siendo además uno de los pocos pilotos que concursara al mismo tiempo en Fórmula Renault y TC 2000, llegando incluso a seguir compitiendo en la primera, tras haber corrido en la segunda. Asimismo, en esos años también vendrían sucesivamente los debuts en la Fórmula 2 Argentina (1989) con un Berta-VW, en la Fórmula 3 Sudamericana (1990) con un Reynard y en el Turismo Carretera (1992) con una Dodge GTX.
En 1993, Martin toma contacto por primera vez con la marca Ford, al iniciar el campeonato de TC 2000 con un Ford Sierra. Con esta marca, Martin conseguiría en el futuro grandes resultados, haciéndose conocido en el ambiente como defensor de la misma. Ese mismo año, a pesar de continuar en el Turismo Carretera con Dodge, debuta también en una tercera categoría, al debutar en el Supercart. En esta categoría condujo sucesivamente, un IKA Torino y un Ford Falcon. En 1994 abandonaría el TC y retornaría a la Fórmula 3, sin descuidar al TC 2000 y al Supercart, donde volvería a competir con una Fuego y un Falcon respectivamente.
En 1995, Martin comienza a ligarse definitivamente a dos firmas que lo acompañaran en buena parte de su carrera deportiva. La primera, la petrolera argentina YPF, que supo patrocinar varias de sus incursiones automovilísticas, y la segunda, la automotriz Ford, marca de la cual se consideraba "simpatizante". Su primer contacto con estas dos marcas, lo tuvo en el TC 2000, cuando participó del campeonato argentino con un Ford Escort XR3 del equipo INI Competiciòn, que contaba con apoyo oficial tanto de la petrolera mencionada, como de la firma Autolatina, el Joint venture que unificaba a Ford y Volkswagen en Argentina hasta el año 1996. Asimismo, continuaba sus participaciones en el Supercart con un Ford Falcon. En 1996 y tras la disoluciòn de Autolatina, Martin es convocado por su excompañero de equipo Gabriel Furlan, para participar en la Fórmula 3 Sudamericana representando a la Argentina en un proyecto que contara con el patrocinio de la firma YPF. En esa categoría Martin conduciría un Dallara-Fiat, con el que finalizara en la novena colocación.
Martin se unió al equipo Ford de Oreste Berta como compañero de Daniel Cingolani. Venciendo en 13 de las 28 carreras, incluyendo siete consecutivas, ganó el campeonato por sobre Walter Hernández (Volkswagen). Continuó tres temporadas en el equipo de Berta, hasta su desvinculación al finalizar la temporada 2000. En las temporadas 1998 y 1999 dominadas por el Honda Team Pro Racing, el sanjuanino fue cuarto en ambas. En el último año con Ford, Martin y Cingolani lucharon por el título hasta la última carrera, en la que Cingolani se coronó campeón.
Luego de esto, Martin no volvió a disputar ninguna temporada completa del TC 2000. En 2007 corrió para Honda Lubrax pero fue sustituido antes de terminar el campeonato. Mientras que en 2009 participó en las últimas tres carreras con el Vitelli Competición. Su última carrera en la categoría fue Potrero de los Funes 2009, donde fue segundo.
Continuó compitiendo en diferentes categorías, principalmente el Turismo Carretera y el Top Race. En el TC, registró una victoria (en Nueve de Julio en 2002) en 72 carreras disputadas.
En 2012 llegó al Top Race Series, de la cual terminaría consagrándose en 2013, con 48 años de edad. Tras correr las 24 Horas de Nürburgring en 2015, Martin se retiró de la competición.

## Resumen de carrera
| Temporada | Categoría                                      | Equipo                                   | Carreras | Victorias | Poles | VR  | Podios | Puntos | Pos. |
| --------- | ---------------------------------------------- | ---------------------------------------- | -------- | --------- | ----- | --- | ------ | ------ | ---- |
| 1985      | Fórmula Renault Cuyana                         | HM Motorsport                            | s/d      | s/d       | s/d   | s/d | s/d    | s/d    | s/d  |
| 1986      | Fórmula Renault Cuyana                         | HM Motorsport                            | s/d      | s/d       | s/d   | s/d | s/d    | s/d    | s/d  |
| 1986      | Fórmula Renault Argentina                      | s/d                                      | 5        | 0         | 0     | 0   | 0      | -      | NC   |
| 1987      | Fórmula Renault Argentina                      | s/d                                      | 9        | 2         | 0     | 0   | 2      | 51     | 7.º  |
| 1988      | Fórmula Renault Argentina                      | s/d                                      | 12       | 3         | 6     | 1   | 5      | 91     | 3.º  |
| 1989      | Fórmula Renault Argentina                      | s/d                                      | s/d      | 0         | 0     | 1   | 2      | 44     | 7.º  |
| 1989      | Fórmula 2 Nacional Argentina                   | HM Motorsport                            | s/d      | s/d       | s/d   | s/d | s/d    | s/d    | s/d  |
| 1990      | Fórmula Renault Argentina                      | s/d                                      | 2        | 0         | 0     | 0   | 0      | 6      | 22.º |
| 1990      | Fórmula 2 Nacional Argentina                   | s/d                                      | s/d      | s/d       | s/d   | s/d | s/d    | s/d    | s/d  |
| 1990      | Turismo Competición 2000                       | Vidal Competición                        | 1        | 0         | 0     | 0   | 0      | -      | NC   |
| 1990      | Fórmula 3 Sudamericana                         | HM Motorsport                            | 1        | 0         | 0     | 0   | 0      | -      | NC   |
| 1991      | Fórmula Renault Argentina                      | s/d                                      | s/d      | 0         | 0     | 0   | 1      | 12     | 16.º |
| 1991      | Fórmula 3 Sudamericana                         | s/d                                      | 1        | 0         | 0     | 0   | 0      | -      | NC   |
| 1992      | Fórmula Renault Argentina                      | s/d                                      | s/d      | 0         | 1     | 0   | 0      | 17     | 13.º |
| 1992      | Turismo Carretera                              | Luis Cosma                               | 8        | 0         | 0     | 0   | 0      | 25     | 35.º |
| 1993      | Supercart                                      | s/d                                      | s/d      | s/d       | s/d   | s/d | s/d    | s/d    | s/d  |
| 1993      | Turismo Carretera                              | Luis Cosma                               | 4        | 0         | 0     | 0   | 0      | 4,5    | 71.º |
| 1993      | Turismo Competición 2000                       | Bessone Competición                      | 14       | 0         | 0     | 0   | 0      | 16     | 13.º |
| 1994      | Supercart                                      | Colloca Competicion                      | s/d      | s/d       | s/d   | s/d | s/d    | s/d    | s/d  |
| 1994      | Fórmula 3 Sudamericana                         | INI Competicion                          | s/d      | s/d       | s/d   | s/d | s/d    | -      | NC   |
| 1994      | Turismo Competición 2000                       | Team Pro Racing                          | 14       | 0         | 0     | 0   | 1      | 81     | 6.º  |
| 1995      | Supercart                                      | Abraham Competicion                      | s/d      | s/d       | s/d   | s/d | s/d    | s/d    | s/d  |
| 1995      | Turismo Competición 2000                       | INI Ford YPF                             | 9        | 0         | 0     | 1   | 0      | 31     | 11.º |
| 1996      | Fórmula 3 Sudamericana                         | GF Motorsport                            | s/d      | 0         | s/d   | s/d | 1      | 54     | 9.º  |
| 1997      | Turismo Competición 2000                       | YPF Ford Motorsport                      | 27       | 13        | 14    | 7   | 15     | 321    | 1.º  |
| 1998      | Turismo Competición 2000                       | YPF Ford                                 | 28       | 2         | 2     | 0   | 10     | 218    | 4.º  |
| 1999      | Turismo Competición 2000                       | YPF Ford                                 | 27       | 2         | 4     | 5   | 6      | 197    | 4.º  |
| 2000      | Turismo Competición 2000                       | YPF Ford                                 | 13       | 2         | 4     | 1   | 3      | 106    | 2.º  |
| 2001      | Top Race                                       | Alfa Racing                              | s/d      | 1         | 1     | s/d | s/d    | 61     | 12.º |
| 2001      | Turismo Carretera                              | Quilmes Automóvil Club                   | 15       | 0         | 2     | 1   | 2      | 65     | 20.º |
| 2002      | Top Race                                       | Vitelli Competición Alfa Racing          | s/d      | s/d       | s/d   | s/d | s/d    | 13,5   | 45.º |
| 2002      | Turismo Carretera                              | Quilmes Automóvil Club                   | 14       | 1         | 2     | 1   | 2      | 131    | 10.º |
| 2002      | Turismo Competición 2000                       | GF Motorsport                            | 2        | 0         | 0     | 0   | 0      | 2      | 29.º |
| 2003      | Top Race                                       | Henry Martin Motorsport                  | s/d      | 1         | 1     | s/d | s/d    | 89,5   | 14.º |
| 2003      | Turismo Carretera                              | HM Motorsport                            | 15       | 0         | 0     | 1   | 0      | 64,5   | 24.º |
| 2004      | Top Race                                       | Henry Martin Motorsport                  | s/d      | 2         | 4     | s/d | s/d    | 175    | 4.º  |
| 2004      | Turismo Carretera                              | HM Motorsport                            | 2        | 0         | 0     | 0   | 0      | 1      | 64.º |
| 2004      | Turismo Competición 2000                       | EF Racing                                | 1        | 0         | 0     | 0   | 0      | -      | -    |
| 2005      | Top Race V6                                    | IDS Sports                               | s/d      | 1         | 0     | s/d | s/d    | 65     | 10.º |
| 2005      | Turismo Carretera                              | HM Motorsport Mar del Plata Motorsport   | 9        | 0         | 0     | 0   | 0      | 12,5   | 47.º |
| 2006      | Top Race V6                                    | Quilmes Autómovil Club                   | s/d      | 1         | 1     | s/d | s/d    | 138    | 6.º  |
| 2006      | Turismo Competición 2000                       | Sportteam Competición                    | 1        | 0         | 0     | 0   | 0      | -      | -    |
| 2007      | Top Race V6                                    | Henry Martin Motorsport                  | 12       | 4         | 0     | s/d | 6      | 215    | 4.º  |
| 2007      | Turismo Competición 2000                       | Honda Lubrax                             | 9        | 0         | 0     | 1   | 0      | 15     | 17.º |
| 2008      | Turismo Competición 2000                       | Toyota Team Argentina                    | 1        | 0         | 0     | 0   | 0      | -      | -    |
| 2009      | Top Race V6                                    | Henry Martin Motorsport Dole Racing      | 14       | 0         | 0     | 0   | 0      | 12     | 19.º |
| 2009      | Turismo Competición 2000                       | FP Racing Vitelli Competición            | 4        | 0         | 0     | 0   | 1      | -      | -    |
| 2009      | Turismo Competición 2000 Copa Endurance Series | FP Racing                                | 1        | 0         | 0     | 0   | 0      | -      | NC   |
| 2009      | Turismo Carretera                              | Maquin Parts Racing                      | 1        | 0         | 0     | 0   | 0      | 1      | 62.º |
| 2010      | Top Race V6 Copa América                       | Equipo Plan Rombo Guarnaccia Competición | 6        | 0         | 0     | 0   | 0      | 50     | 15.º |
| 2010      | Top Race V6 Torneo Clausura                    | Tauro Sport Team Guarnaccia Competición  | 12       | 0         | 0     | 0   | 0      | 18     | 22.º |
| 2011      | Top Race V6                                    | Tauro Guidi Team                         | 12       | 0         | 0     | 0   | 0      | 33     | 16.º |
| 2012      | Top Race V6                                    | Guarnaccia Competición                   | 7        | 0         | 0     | 0   | 0      | -      | NC   |
| 2012      | Top Race Series                                | Guarnaccia Competición                   | 6        | 0         | 0     | 0   | 0      | 38     | 18.º |
| 2013      | Top Race Series                                | Guidi Competición                        | 8        | 2         | 1     | 2   | 5      | 219    | 1.º  |
| 2014      | Top Race Series                                | Guidi Competición Octanos Competición    | 11       | 1         | 1     | 0   | 4      | 56     | 2.º  |
| 2015      | 24 Horas de Nürburgring - Clase V5             | s/d                                      | 1        | 0         | 0     | 0   | 0      | -      | 6.º  |
| Fuente:   |                                                |                                          |          |           |       |     |        |        |      |

## Estadísticas en TC 2000
- 155 carreras corridas. Debut: Buenos Aires III 1990. Última: Potrero de los Funes 2009.
- 19 carreras ganadas. Primera: Río Cuarto II 1997. Última: Río Cuarto 2000.
- 24 pole positions. Primera: Río Cuarto II 1997. Última: Buenos Aires 2000.
- 14 récords de vuelta. Primera: Buenos Aires 1995. Última: Comodoro Rivadavia 2007.

## Resultados

### Turismo Competición 2000
| Año  | Equipo                   | Auto                 | 1         | 2       | 3     | 4     | 5     | 6       | 7     | 8      | 9      | 10  | 11     | 12        | 13    | 14     | 15     | 16     | 17    | 18    | 19     | 20     | 21     | 22     | 23    | 24    | 25    | 26    | 27     | 28     | Res. | Puntos |
| ---- | ------------------------ | -------------------- | --------- | ------- | ----- | ----- | ----- | ------- | ----- | ------ | ------ | --- | ------ | --------- | ----- | ------ | ------ | ------ | ----- | ----- | ------ | ------ | ------ | ------ | ----- | ----- | ----- | ----- | ------ | ------ | ---- | ------ |
| 1995 | YPF Ford INI Competición | Ford Escort Ghía     | POS I     | ROS I   | MZA   | RES   | RAF   | SMA     | SRO   | ROS II | RC     | GR  | TRE    | PAR       | BA    | POS II |        |        |       |       |        |        |        |        |       |       |       |       |        |        | 11°  | 31     |
| 1995 | YPF Ford INI Competición | Ford Escort Ghía     |           |         |       |       |       | 9       | 6     | Ret    | 9      | 4   | 10     | 6         | 7     | 13     |        |        |       |       |        |        |        |        |       |       |       |       |        |        | 11°  | 31     |
| 1997 |                          |                      | RAF I     | RAF I   | RC I  | RC I  | POS   | POS     | SJU I | SJU I  | PAR    | PAR | GR     | GR        | BB I  | BB I   | SJU II | SJU II | RC II | RC II | NDJ    | NDJ    | MZA    | MZA    | BB II | BB II | TRE   | TRE   | RAF II | RAF II | 1°   | 321    |
| 1997 | YPF Ford Motorsport      | Ford Escort VI       | 16† (11†) | NL      | Ex.   | 1     | 12    | 2       | 1     | Ret    | Ret    | 1   | 4      | 16† (12†) | 5     | 1      | 1      | Ret    | 1     | 6     | 1      | 1      | 1      | 1      | 1     | 1     | 1     | 3     | 5      | 12 (9) | 1°   | 321    |
| 1998 |                          |                      | AG I      | AG I    | MDP I | MDP I | RC I  | RC I    | SJU I | SJU I  | OLA    | OLA | GR     | GR        | PAR I | PAR I  | BA     | BA     | BB    | BB    | SJU II | SJU II | MDP II | MDP II | RC II | RC II | AG II | AG II | PAR II | PAR II | 4°   | 218    |
| 1998 | YPF Ford                 | Ford Escort VI       | 4         | 12 (11) | 2     | 1     | 3     | 20 (13) | 2     | Ret    | Ret    | Ret | 5      | 1         | Ret   | 2      | Ret    | 7      | 4     | 2     | 2      | 4      | Ret    | 6      | 4     | 5     | 3     | 3     | 10     | Ret    | 4°   | 218    |
| 1999 |                          |                      | AG I      | AG I    | MDP   | MDP   | POS   | POS     | OLA   | OLA    | RC     | RC  | BA I   | BA I      | BB    | BB     | TRE    | TRE    | AG II | AG II | GR     | GR     | RAF    | RAF    | PAR   | PAR   | SJO   | SJO   | BA II  | BA II  | 4°   | 197    |
| 1999 | YPF Ford                 | Ford Escort VI       | 11        | Ret     | 4     | 2     | 4     | 5       | 1     | 4      | 4      | 4   | Ret    | NL        | 1     | 9      | 2      | Ret    | Ret   | 5     | 9      | Ret    | 2      | 8      | 4     | 5     | 6     | 2     | Ret    | Ret    | 4°   | 197    |
| 2000 |                          |                      | RC I      | TRE     | AG    | SJU I | PAR I | OBE     | BB    | RAF    | BA I   | SJO | SJU II | RC II     | BA II | PAR II |        |        |       |       |        |        |        |        |       |       |       |       |        |        | 2°   | 106    |
| 2000 | YPF Ford                 | Ford Escort VI       | Ret       | 1       | 7     | 4     | 5     | 5       | 5     | 4      | Ex.    |     | 23†    | 1         | 2     | Ret    |        |        |       |       |        |        |        |        |       |       |       |       |        |        | 2°   | 106    |
| 2002 |                          |                      | GR        | RC      | SJU I | BB    | RES   | OBE     | AG    | SAL    | SJU II | PAR | BA     | SRA       | PIG   | MDP    |        |        |       |       |        |        |        |        |       |       |       |       |        |        | 29°  | 2      |
| 2002 | GF Motorsport            | Mitsubishi Lancer VI |           |         |       |       |       |         | Ret   | 9      |        |     |        |           |       |        |        |        |       |       |        |        |        |        |       |       |       |       |        |        | 29°  | 2      |
| 2004 |                          |                      | GR        | VIE     | SJU   | PAR   | SL    | OBE     | AG    | CON    | RC     | SRA | BB     | BA        | RAF   | MDP    |        |        |       |       |        |        |        |        |       |       |       |       |        |        | -    | -      |
| 2004 | EF Racing                | Peugeot 307          |           |         |       |       |       |         |       |        |        |     |        | Ret       |       |        |        |        |       |       |        |        |        |        |       |       |       |       |        |        | -    | -      |
| 2006 |                          |                      | BA I      | OLA     | CR    | VIE   | SFE   | SJU     | SRA   | RES    | CUR    | SMM | GR     | BA II     | OBE   | PAR    |        |        |       |       |        |        |        |        |       |       |       |       |        |        | -    | -      |
| 2006 | Sportteam Competición    | Volkswagen Bora      |           |         |       |       |       |         |       |        |        |     |        | 7         |       |        |        |        |       |       |        |        |        |        |       |       |       |       |        |        | -    | -      |
| 2007 |                          |                      | CR        | GR      | BB    | SMM   | SJU   | SP      | AG    | SFE    | SRA    | VIE | BA     | OBE       | SL    | PDE    |        |        |       |       |        |        |        |        |       |       |       |       |        |        | 17°  | 15     |
| 2007 | Honda Lubrax             | Honda Civic VIII     | 4         | 9       | Ret   | 14    | NL    | 12      | Ret   | NL     | Ret    | Ret | Ret    |           |       |        |        |        |       |       |        |        |        |        |       |       |       |       |        |        | 17°  | 15     |
| 2008 |                          |                      | PAR       | SAL     | GR    | SFE   | SJU   | RES     | AG    | BA     | OBE    | TRH | VIE    | SMM       | PDF   | PDE    |        |        |       |       |        |        |        |        |       |       |       |       |        |        | -    | -      |
| 2008 | Toyota Team Argentina    | Toyota Corolla IX    |           |         |       |       |       |         |       | Ret    |        |     |        |           |       |        |        |        |       |       |        |        |        |        |       |       |       |       |        |        | -    | -      |
| 2009 |                          |                      | AG        | GR      | OBE   | SMM   | TRH   | RES     | BA    | CEN    | SFE    | SFE | SJU    | SJU       | PDF   |        |        |        |       |       |        |        |        |        |       |       |       |       |        |        | -    | -      |
| 2009 | FP Racing                | Peugeot 307          |           |         |       |       |       |         | 16    |        |        |     |        |           |       |        |        |        |       |       |        |        |        |        |       |       |       |       |        |        | -    | -      |
| 2009 | Vitelli Competición      | Renault Mégane II    |           |         |       |       |       |         |       |        |        |     | 16     | 25        | 2     |        |        |        |       |       |        |        |        |        |       |       |       |       |        |        | -    | -      |

#### Copa Endurance Series
| Año  | Equipo    | Auto        | 1   | 2  | 3   | Res. | Puntos |
| ---- | --------- | ----------- | --- | -- | --- | ---- | ------ |
| 2009 |           |             | TRH | BA | PDF | -    | 0      |
| 2009 | FP Racing | Peugeot 307 |     | 16 |     | -    | 0      |

## Palmarés
| Título  | Categoría       | Modelo              | Año  |
| ------- | --------------- | ------------------- | ---- |
| Campeón | TC 2000         | Ford Escort Zetec   | 1997 |
| Campeón | Top Race Series | Volkswagen Passat V | 2013 |

### Otras distinciones
- 1979: Subcampeón Sudamericano Júnior
- 1980: Campeón Argentino de Karting Seniors
- 1981: Subcampeón Sudamericano de Karting (Colonia, Uruguay)

- 1982: Subcampeón Panamericano de Karting Señiors (Chile)